# Drugi most čez reko Severn
Drugi most čez reko Severn (valižansko: Ail Groesfan Hafren) je most čez reko Severn med Anglijo in Walesom na avtocesti M 4. 5. junija 1996 ga je odprl Charles, valižanski princ, zaradi sprostitve prometne zmogljivosti prvotnega mostu Severn-Wye, zgrajenega leta 1966. Most označuje spodnjo mejo reke Severn in začetek njenega estuarija.
Leži južneje od starega mostu in je bolj povezan s kopensko stranjo M 4. Skrajša pot med Anglijo in južnim Walesom. Priključka na vsakem koncu sta namenjena večjemu prometu tega vozlišča. Za star most Severn-Wye je treba zapustiti M 4 in se pridružiti M 48 v Austu ali blizu Magorja. Nov prehod zmore več prometa. Ima tri prometne pasove za vsako smer in ozek tlakovan pas v vsaki smeri. Je blizu predora Severn, ki je od leta 1886 namenjen železniškemu prometu. 
Koncesija je bila podeljena konzorciju, ki je financiral, zgradil in upravlja most, prevzel je tudi neporavnane dolgove za star most Severn-Wye in  delovanje obeh mostov kot celote. Cestnino vsako leto določi vlada na podlagi sprememb v preteklem letu in indeksa cen na drobno. Ko bo koncesija potekla, bo most v javni lasti. 

## Ozadje
Estuarij reke Severn je pregrada med območjem Bristola in južnega Walesa. Ustje ima največji obseg plimovanja, 14,5 metra, drugi najvišji na svetu. Med naraščanjem ali upadanjem so tokovi močni do 8 vozlov (4 m/s). Velik del ustja je blatna ravnica, ki je ob oseki izpostavljena in zaščitena kot območje posebnega pomena za ptice (Ptičja direktiva). Osrednji del estuarija je plovni kanal, znan kot The Shoots. Most leži gorvodno od Avonmoutha in pristanišča Bristol, a nižje od pristanišča Sharpness. Pristaniški organ Gloucester Harbour Trustees je odgovoren za nadzor plovbe v estuarijskih plimskih vodah gorvodno od mostu. 
Do leta 1966 je bilo mogoče prečkati estuarij s trajektom Aust, ki je deloval od srednjega veka (za avtomobile od leta 1926), ali prevoziti 92 km dolg obvoz prek Gloucestra.  Leta 1966 je bil odprt prvi cestni most čez Severn (most Severn-Wye) v območju estuarija za avtocesto M 4 iz Anglije v južni Wales, štiristezni viseči most. Do leta 1984 se je promet potrojil, po napovedih naj bi se do sredine 1990-ih zmogljivost zapolnila. Naročena je bila študija za drug prehod – predor ali most. Leta 1986 so svetovalci priporočili gradnjo novega mostu dolvodno od obstoječega. 
Leta 1988 je bilo najavljeno, da bodo sprejemali ponudbe zasebnih konzorcijev za financiranje, gradnjo in upravljanje mostu. Izbrani konzorcij naj bi prevzel tudi upravljanje in 100 milijonov funtov dolga za star most.  Ponudbe so bile pridobljene leta 1989 in leta 1990. Koncesijo za gradnjo mostu je dobila družba Severn River Crossing plc.  Gradbena dela so se začela 26. aprila 1992, most je odprl Charles, valižanski princ 5. junija 1996.

## Oblikovanje
Arhitekt in estetski svetovalec za most je bil Ronald Weeks iz partnerstva Thomasa Percyja. Most, ki ima portale v bližini Sudbrooka v Monmouthshiru na valižanski strani in vasi Severn Beach v južnem Gloucestershiru na angleški strani, ima tri glavne dele: 
- viadukt s 25 polji na angleški strani dolžine 2103 m,
- viadukt s 24 polji dolžine 2077 m na valižanski strani in
- most s poševnimi zategami, dolg 948 m s 37 m svetle plovne višine.

Skupna dolžina je 5128 m.  Osrednji del, ki se imenuje Shoots bridge, je most s poševnimi zategami z najdaljšim osrednjim razponom med pilonoma 456 m. Viadukta sta  zasnovana kot škatlasta konstrukcija. Premostitev ima zelo rahlo krivuljo S – vozišče se v približni smeri vzhod–zahod  prilagaja vsakemu portalu, medtem ko je osrednji most raven, v približni smeri zahod–sever–zahod za vzhod–jug–vzhod.
Železniški predor Severn poteka pod estuarijem na liniji, ki je običajno okoli 500 m gorvodno od mostu in prehaja pod mostom blizu angleške obale. 
Krov, ki nosi tri prometne pasove v vsako smer, je 34,6 m širok. Stranice mostu imajo trimetrske plošče, ki zmanjšujejo obremenitve z bočnim vetrom, ki prihaja vzdolž estuarija, kar naj bi zmanjšalo število primerov, ko so potrebne omejitve hitrosti. Celotna zasnova je odpornejša proti močnemu vetru kot star most Severn-Wye.

## Konstrukcija
Premostitev je zgradil poslovni konzorcij v javno-zasebnem partnerstvu. Podjetje se imenuje Severn River Crossing plc pod vodstvom Johna Lainga plc in GTM-Entrepose, ki je bil ustanovljen za gradnjo novega vozlišča.  Ta družba je prevzela tudi odgovornost za upravljanje in vzdrževanje starega mostu Severn-Wye, pa tudi upravljanje in vzdrževanje nove premostitve. Stroški gradnje novega mostu naj bi se plačali s cestnino vozil, ki bi uporabljala oba mostova. Delo novega mostu se je začelo leta 1992. Končano je bilo leta 1996.
Posamezni sklopi za most so bili zgrajeni na kopnem in nato prepeljani z velikim goseničarjem (podoben tistemu, ki se uporablja za premikanje Apolla in Space Shuttle v Cape Canaveralu) na ladjo (v SAR 3) ter  pred plimo nameščeni na ustrezno mesto. Temelje za 37 stebrov na viaduktih so 98,11 metrov narazen in sestavljeni iz odprtih betonskih kesonov, tehtajo do 2000 ton, temelji so na skali v dnu estuarija. Krov je sestavljen iz 3,6 m odsekov, vsak tehta 200 ton.
Most s poševnimi zategami je dolg 1044,7 metra, sestavlja ga 34,6 metra širok krov, narejen iz jeklenih ploščatih nosilcev s kompozitno armirano betonsko ploščo. Te so bile industrijsko narejene na kopnem in zmontirane s pomočjo prostokonzolne gradnje. Dva visoka pilona na dveh nogah sta okrepljena in iz prednapetega betona, nosita 240 kablov, ki podpirajo mostno konstrukcijo in segata do višine 149 metrov nad rečno strugo ali 101 m nad voziščem. Med gradnjo so se pojavile kabelske vibracije, zato so bili dodani sekundarni kabli. Zaradi estetike primarnih kablov so sekundarni kabli zelo tanki in niso zelo opazni.
Poleti 1994 je del krova z začetnega nosilca padel na viadukt. Povzročil je, da je 200-tonski del krova padel na krov spodaj. To je odložilo projekt za deset tednov, vendar je gradbenikom vseeno uspelo dokončati most v roku dve leti pozneje.

## Okoljski vplivi
Pred gradnjo mostu so imeli okoljevarstveniki številne pomisleke zaradi neposredne škode gradbenih del in učinkov dolgoročnega onesnaženja zaradi predvidenega povečanja avtomobilskega prometa.
Premostitev čez muljasto ravnico v estuariju reke Severn z delom pristopnega viadukta na vzhodni angleški obali je ob oseki razkrila pečevje. Mokrišče estuarija je dom za ptice selivke, kot so komatni deževnik (Charadrius hiaticula), rdečenogi martinec (Tringa totanus) in škurh (Numenius phaeopus), medtem ko veliki škurh, prodnik in sivi deževnik prezimujejo tu. Ptice se hranijo z morskimi strigami, peščenimi črvi in drugimi nevretenčarji. Ob robu obale je slano močvirje. Blazine morske trave se pojavijo na bolj zaščiteni blatni in peščeni obali. [15] Leta 1976 je bilo ob priznanju pomena izliva kot mokrišča, ki ga uporabljajo ptice selivke, območje 247 kvadratnih kilometrov zaščiteno kot ramsarsko mokrišče. Leta 1988 je estuarij postal območje zaščite posebnega pomena. Istega leta je bilo območje 99 kvadratnih kilometrov razglašeno kot območje posebnega znanstvenega zanimanja (Site of Special Scientific Interest – SSSI).  Leta 1995 se je razširilo na celotno ramsarsko mokrišče. 
Med gradnjo se je začasno povečala motnost vode. Čeprav je morska trava razmeroma odporna proti kratkoročni visoki motnosti in s tem izgubi del svetlobe, je bilo opaziti, da je blazina morske trave v Severnu med gradnjo močno upadla.  Gradnja pristopnih cest in območja cestninske postaje so povzročila trajno izgubo nekaj mokrotnih pašnikov.
Terenske raziskave v letih 2003 in 2004 so ugotovile, da most le malo vpliva na poti selitve različnih ptic – ugotovili pa so, da so se škurhi, prodniki in pribe približali mostu, a so morali spremeniti smer, da bi pridobili višino za let čez most, in da so školjkarice in nekatere druge ptice letele pod mostom. Raziskave so tudi pokazale, da ima most zelo malo vpliva na navade zatočišč večine ptic, čeprav so opazili jato mlakaric, ki so počivale neposredno pod mostom na suhi betonski podlagi na enem od pilonov. Prav tako so ugotovili, da most malo vpliva na prehranjevalne navade ptic. Pobrežniki in školjkarice so se hranile na muljastih tleh neposredno pod mostom, medtem ko drugih ptic verjetno ni zaradi skalnate narave.

## Stroški
Konzorcij je sestavljen iz dveh gradbenih podjetij in dveh bank, ki so financirali in zgradili most ter imajo 30-letno koncesijo za odkup svojih izdatkov iz cestnin uporabnikov mostu. Ob koncu koncesije bo most v javni lasti. 

### Lastništvo
Most je bil zgrajen za 380 milijonov £ in je v lasti družbe Severn River Crossing Plc. Od novembra 2010 so bili lastniki Severn River Crossing Plc:
- 35 % John Laing, britanski razvijalec upravljavec infrastrukture,
- 35 % Vinci, francosko koncesionarsko in gradbeno podjetje,
- 15 % Bank of America, ameriška multinacionalna bančna in finančna korporacija,
- 15 % Barclays Capital, britanska multinacionalna investicijska banka.

Letno poročilo družbe za leto 2011 je pokazalo, da so ista podjetja še vedno lastniki prek odvisnih družb vseh izdanih navadnih delnic kapitala v Plc. 
Lastništvo obeh mostov bo vrnjeno britanski vladi, ko bo potreben prihodek za gradnjo in vzdrževanje, kot je opredeljeno v koncesijski pogodbi z ministrstvom za promet. Leta 2010 je veljalo, naj bi koncesija potekla leta 2017. Leta 2012 je bil sporazum spremenjen zaradi sprememb DDV-ja in davka ter stroškov postavitve sistemov za uporabo kreditnih kartic. Neto učinek je povečanje potrebnega prihodka s 995,83 milijonov £ na 1028,91 milijonov £ v cenah iz leta 1989.

## Zapore
6. februarja 2009 je bil most prvič zaprt zaradi vremena. Na tri vozila je padel led in poškodoval vetrobranska stekla. Decembra leta 2009 je bil spet zaprt zaradi slabega vremena in padajočega ledu. Zaradi naprednejše aerodinamične oblike novejšega mostu je veliko manj omejitev zaradi bočnih vetrov.